# 독립국가연합

독립 국가 연합(獨立國家聯合, 러시아어: Содружество Независимых Государств (СНГ) 소드루제스트보 네자비시미흐 고수다르슷프 (에스엔게)[*], 영어: Commonwealth of Independent States, CIS,  문화어: 독립국가협동체(獨立國家協同體))은 1991년 말, 소련(소비에트 연방)의 해체로 독립한 국가들의 국제기구이다. 러시아, 몰도바, 벨라루스, 아르메니아, 아제르바이잔, 우즈베키스탄, 카자흐스탄, 키르기스스탄, 타지키스탄이 공식 회원국으로 참여하고 있으며 투르크메니스탄, 몽골, 아프가니스탄은 비공식 참관국으로 참여하고 있다. 본부는 벨라루스 민스크에 있다.

## 역사
1991년 가을 소련에서 일어난 8월 쿠데타가 실패로 끝난 뒤 12월 8일 러시아와 벨라루스, 우크라이나의 지도자가 벨라루스의 브레스트에서 북쪽으로 50㎞ 정도 떨어진 지점에 위치한 휴양림인 비아워비에자 숲의 별장에서 만나 독립국가연합을 만들기로 합의하는 한편 이와 같은 내용을 담은 벨라베자 조약을 체결했다. 또한 새 연합은 같은 목표를 가진 소비에트 연방의 모든 공화국에게 문호가 개방되어 있다고 공표하였다.
소비에트 연방의 대통령 미하일 고르바초프는 이러한 모임을 "불법적이고 위험한" 헌법적 쿠데타라고 선언했지만 이 흐름을 막을 수는 없었다. 1991년 12월 21일 옛 소련(소비에트 연방)을 구성한 15개 공화국 중 11개 공화국의 지도자가 카자흐스탄의 알마아타(알마티)에서 만나 알마아타 조약에 서명하였다. 이미 1991년 9월 6일 독립을 승인받은 에스토니아, 라트비아, 리투아니아의 발트 3국과 더불어 조지아는 독립국가연합에 참여하기를 거부했다.
처음 11개 회원국은 러시아, 몰도바, 벨라루스, 아르메니아, 아제르바이잔, 우즈베키스탄, 우크라이나, 카자흐스탄, 키르기스스탄, 타지키스탄, 투르크메니스탄이다. 1993년 12월 조지아도 러시아의 압력 아래 가입하게 된다.

### 조지아와 우크라이나의 탈퇴 선언
조지아는 원래 독립국가연합을 이루던 회원국이었다. 하지만 2003년에 일어난 장미 혁명으로 인해 친서방 정부가 들어서면서 조지아는 러시아와 갈등을 빚게 된다. 그 결과 2008년에 짧지만 피해가 컸던 남오세티야 전쟁이 일어났으며 결국 조지아는 독립국가연합 탈퇴를 선언하게 된다.
우크라이나는 원래 독립국가연합에서 비공식 참관국 지위를 갖고 있었다. 하지만 2014년에 일어난 크림 위기, 러시아의 크림반도 합병, 돈바스 전쟁을 계기로 러시아와의 갈등을 빚게 되었고 2018년 5월 19일을 기해 독립국가연합 탈퇴를 선언하게 된다.

## 회원국

### 현재 회원국
| 국가         | 체결             | 비준             | 헌장 비준        | 회원국 지위 | 면적 (km2) | 면적 비율 (%) | 수도     | 공용어                                    | 지역       |
| ------------ | ---------------- | ---------------- | ---------------- | ----------- | ---------- | ------------- | -------- | ----------------------------------------- | ---------- |
| 아르메니아   | 1991년 12월 21일 | 1992년 2월 18일  | 1994년 3월 16일  | 공식 회원국 | 29,743     | 0.13          | 예레반   | 아르메니아어                              | 남캅카스   |
| 아제르바이잔 | 1991년 12월 21일 | 1993년 9월 24일  | 1993년 12월 14일 | 공식 회원국 | 86,600     | 0.38          | 바쿠     | 아제르바이잔어                            | 남캅카스   |
| 벨라루스     | 1991년 12월 8일  | 1991년 12월 10일 | 1994년 1월 18일  | 공식 회원국 | 207,600    | 0.93          | 민스크   | 벨라루스어, 러시아어                      | 동유럽     |
| 카자흐스탄   | 1991년 12월 21일 | 1991년 12월 23일 | 1994년 4월 20일  | 공식 회원국 | 2,724,900  | 12.2          | 아스타나 | 카자흐어(국어), 러시아어(공용어)          | 중앙아시아 |
| 키르기스스탄 | 1991년 12월 21일 | 1992년 3월 6일   | 1994년 4월 12일  | 공식 회원국 | 199,945    | 0.89          | 비슈케크 | 키르기스어(국어), 러시아어(공용어)        | 중앙아시아 |
| 러시아       | 1991년 12월 8일  | 1991년 12월 12일 | 1993년 7월 20일  | 공식 회원국 | 17,124,442 | 76.7          | 모스크바 | 러시아어                                  | 유라시아   |
| 타지키스탄   | 1991년 12월 21일 | 1993년 6월 26일  | 1993년 8월 4일   | 공식 회원국 | 143,100    | 0.64          | 두샨베   | 타지크어(공식어), 러시아어(민족간 언어)   | 중앙아시아 |
| 우즈베키스탄 | 1991년 12월 21일 | 1992년 4월 1일   | 1994년 2월 9일   | 공식 회원국 | 447,400    | 2.00          | 타슈켄트 | 우즈베크어(국가어), 러시아어(민족간 언어) | 중앙아시아 |

### 준회원국
| 국가           | 체결             | 비준             | 헌장 비준     | 회원국 지위 | 면적 (km2) | 면적 비율 (%) | 수도       | 공용어                                    | 지역       |
| -------------- | ---------------- | ---------------- | ------------- | ----------- | ---------- | ------------- | ---------- | ----------------------------------------- | ---------- |
| 투르크메니스탄 | 1991년 12월 21일 | 1991년 12월 26일 | 비준하지 않음 | 준회원국    | 491,210    | 2.20          | 아시가바트 | 투르크멘어(국가어), 러시아어(민족간 언어) | 중앙아시아 |

### 참관국
| 국가         | 참관국 지위 획득 | 면적 (km2) | 수도       | 공용어           | 지역       |
| ------------ | ---------------- | ---------- | ---------- | ---------------- | ---------- |
| 아프가니스탄 | 2008년           | 652,237    | 카불       | 파슈토어, 다리어 | 서아시아   |
| 몽골         | 2008년           | 1,566,000  | 울란바토르 | 몽골어           | 동북아시아 |

### 이전 회원국
| 국가   | 체결          | 비준            | 헌장 비준       | 탈퇴            | 효력 발생       | 면적 (km2) | 면적 비율 (%) | 수도     | 공용어   | 지역     |
| ------ | ------------- | --------------- | --------------- | --------------- | --------------- | ---------- | ------------- | -------- | -------- | -------- |
| 조지아 | 체결하지 않음 | 1993년 12월 3일 | 1994년 4월 19일 | 2008년 8월 18일 | 2009년 8월 17일 | 69,700     | 0.31          | 트빌리시 | 조지아어 | 남캅카스 |

### 이전 준회원국
| 국가       | 체결            | 비준             | 헌장 비준     | 탈퇴            | 면적 (km2) | 면적 비율 (%) | 수도   | 공용어       | 지역   |
| ---------- | --------------- | ---------------- | ------------- | --------------- | ---------- | ------------- | ------ | ------------ | ------ |
| 우크라이나 | 1991년 12월 8일 | 1991년 12월 10일 | 비준하지 않음 | 2018년 5월 19일 | 576,664    | 2.58          | 키이우 | 우크라이나어 | 동유럽 |

## CIS의 사무총장
- 이반 코롯체냐 (벨라루스) 1993년 5월 - 1998년 4월 29일
- 보리스 베레좁스키 (러시아) 1998년 4월 29일 - 1999년 3월 4일
- 이반 코롯체냐 (벨라루스, 대리) 1999년 3월 4일 - 1999년 4월 2일
- 유리 야로프 (러시아) 1999년 4월 2일 - 2004년 7월 14일
- 블라디미르 루샤일로 (러시아) 2004년 7월 14일 - 2007년 10월 5일
- 세르게이 레베데프 (러시아) 2007년 10월 5일 - 현재

## 문화

### 러시아어
러시아어는 러시아의 공용어로 지정되어 있으며 독립국가연합에서도 공식언어이자 사무언어로 지정되어 있다. 특히 4개의 공화국(러시아, 벨라루스, 카자흐스탄, 키르기스스탄)에선 러시아어가 자국어와 함께 공용어로 지정되어 있다. 그 외에도 CIS의 다른 공화국의 자치 지역인 압하지야와 트란스니스트리아, 가가우지아, 남오세티야에서도 러시아어를 공용어로 지정해 놓고 있다.

### 스포츠
소련에서 독립한 러시아, 우크라이나, 벨라루스, 우즈베키스탄, 카자흐스탄, 조지아, 아제르바이잔, 몰도바, 키르기스스탄, 타지키스탄, 아르메니아, 투르크메니스탄은 프랑스 알베르빌에서 개최된 1992년 동계 올림픽, 스페인 바르셀로나에서 개최된 1992년 하계 올림픽에서 올림픽 연합 선수단을 결성하여 참가했다. 또한 스웨덴에서 개최된 UEFA 유로 1992에서는 독립국가연합 축구 국가대표팀으로 참가했다.

## 같이 보기
- 상하이 협력 기구
- 집단 안보 조약 기구
- 유라시아 연합